# Мёльндаль (коммуна)
Мёльндаль (швед. Mölndals kommun) — коммуна в Швеции в лене Вестра-Гёталанд. Административный центр — Мёльндаль, считающийся пригородом Гётеборга.
Площадь коммуны — 147 км², население — 61 659 жителей (2013).

## Наиболее крупные населённые пункты
- Хеллесокер
- Коллеред
- Линдоме